# فراونپریسنیتس
فراونپریسنیتس (به آلمانی: Frauenprießnitz) یک شهر در آلمان است که در زاله‌هلتسلاند واقع شده‌است. فراونپریسنیتس ۸۹۹ نفر جمعیت دارد.